# Velká Bíteš
Velká Bíteš (in tedesco Groß Bittesch) è una città della Repubblica Ceca facente parte del distretto di Žďár nad Sázavou, nella regione di Vysočina.

## Amministrazione

### Gemellaggi
- Hanušovce nad Topľou
- Torrevecchia Pia